# Fabián Jaimes
Fabián Misael Jaimes Nava (Ciudad Nezahualcóyotl, 22 settembre 1992) è un cestista messicano.

## Carriera

### Nazionale
Nel 2022 ha partecipato, con la nazionale messicana, ai Campionati americani, conclusi al quinto posto finale, in cui è stato il miglior marcatore della sua squadra.